# Confidential Assignment 2: International
Confidential Assignment 2: International (en hangul, 공조2: 인터내셔날; romanización revisada del coreano: Gongjo 2: Inteonaesyeonal) es una comedia de acción surcoreana de 2022 dirigida por Lee Seok-hoon, que es la secuela de la película Confidential Assignment (2017). Está protagonizada por Hyun Bin, Yoo Hae-jin, Im Yoon-ah, Daniel Henney y Jin Seon-kyu, y se estrenó el 7 de septiembre de 2022.

## Argumento
En la ciudad de Nueva York, Jang Myong-jun, líder de una organización terrorista de Corea del Norte, está a punto de ser trasladado a Pionyang cuando los oficiales del FBI son atacados por gánsteres norcoreanos. Myong-jun escapa y entra clandestinamente en Seúl usando un pasaporte falso; con la ayuda de su socio Kim Chul-soo, un exagente y científico, lleva consigo mil millones de dólares. El gobierno norcoreano envía a Im Cheol-ryong a Seúl para atraparlo y recuperar el dinero. Cheol-ryeong se reúne con Kang Jin-tae y emprenden la investigación para encontrar a Myong-jun, pero el dúo es interrumpido por un agente del FBI llamado Jack, que pretende llevar a los criminales norcoreanos de vuelta a Estados Unidos, pues están acusados de matar a agentes del FBI.
Los tres acuerdan trabajar juntos y la operación se expande a una colaboración trilateral de coreanos y estadounidenses. En el hotel, Cheol-ryeong confiesa que Myong-jun es su superior y exagente norcoreano. Jack también dice que recibió un correo de Adolf Bohrmann para atrapar a Myong-jun hace dos meses, y sospechaba que el jefe de Bohrmann, Michael Joe, un jefe del crimen, está ayudando a Myong-jun en el lavado de dinero, y que Joe había traicionado a Myong-jun para robar el dinero. A la mañana siguiente, el trío decide vigilar a Sergey, la persona que le ha proporcionado un pasaporte falso y teléfonos móviles ilegales a Myong-jun, y siguen a su novia Natasha, una modelo rusa. Por la noche, cuando Natasha sale de compras, Jin-tae se cuela en su casa para iintroducir un programa espía, pero Sergey lo ataca.
Sin embargo, Jin-tae logra derrotar a Sergey y lo lleva a la sala de interrogatorios, donde rastrean la ubicación del teléfono celular hasta el club de Joe. El trío, junto con la cuñada de Jin-tae, Park Min-young, se infiltra en el club. Myong-jun se encuentra con Joe en el ático y le exige que le entregue el dinero. Cuando Joe se niega, Myong-jun lo mata a él y también a su socio Chul-soo, ya que este último está confabulado con el FBI. Cheol-ryeong va al ático y logra arrestar a Myong-jun. Más tarde, en la residencia de la delegación de Corea del Norte, Cheol-ryeong descubre que Bohrmann es en realidad un científico alemán, responsable de matar judíos en un accidente de fuga de gas. Cheol-ryeong informa de esto a Jack, quien luego se entera de que su jefe también está confabulado con Myong-jun.
Un asesino intenta matar a Jack, pero este logra reducirlo y se entera de que Myong-jun retiene a la familia de Jin-tae, de modo que este se ve obligado a llevar al secuaz de Myong-jun a la residencia para propagar un virus en la torre de radio de la misma. Myong-jun consigue liberarse y mata a su antiguo superior Kim Jeong-teak, que en realidad es Bohrmann; se descubre que este contrató a Myeong-jun para robar el dinero. Además, Jeong-teak es la persona responsable de la muerte de la familia de Myong-jun. Jack llega a la casa de Jin-tae y mata a los atacantes, salvando así a la familia. Cheol-ryeong y Jin-tae llegan y logran desactivar la bomba de virus y matar a Myong-jun. Después de esto, el dinero es entregado a UNICEF, y Cheol-ryeong le propone matrimonio a Min-young antes de regresar a Corea del Norte.

## Reparto
- Hyun Bin como Im Cheol-ryung, un detective del equipo de investigación especial de Corea del Norte.[5]

- Yoo Hae-jin como Kang Jin-tae, un detective de Corea del Sur y padre de Kang Yeon-ah.
- Im Yoon-ah como Park Min-young, cuñada de Kang Jin-tae.
- Daniel Henney como Jack, un agente del FBI.
- Jin Seon-kyu como Jang Myung-jun, el líder de una organización criminal norcoreana.
- Jang Young-nam como Park So-yeon, esposa de Kang Jin-tae.
- Park Min-ha como Kang Yeon-ah, hija de Kang Jin-tae.
- Park Hyung-soo como agente de NIS.[6]
- Lee Min-ji como agente del NIS.
- Park Hoon como Park Sang-wi, miembro de un sindicato mundial del crimen organizado.[7]
- Lee Je-yeon como Oh Jong-goo, un ciberdetective.[8]
- Jeon Bae-soo como Kim Jung-taek.[9]
- Kim Won Hae como Sergey.[9]
- Lim Seong-jae como Kim Sang-sa.[9]
- Lee Seung-hoon como Oh Deok, un ciberdetective.[9]

## Producción

### Audiciones
El 24 de agosto de 2020 se informó de que Hyun Bin y Yoo Hae-jin estaban en conversaciones para repetir su papel como Im Cheol-ryung y Kang Jin-tae, respectivamente, como en la primera película de la serie. El 26 de agosto de 2020 se anunció que Daniel Henney estaba en conversaciones para unirse al reparto. Dos días después también se informó de que Im Yoon-ah estaba en conversaciones para repetir su papel de Park Min-young.
El 22 de enero de 2021 se confirmó que Hyun Bin, Yoo Hae-jin e Im Yoon-ah volverían a encarnar a sus personajes. Además, Daniel Henney y Jin Seon-kyu se unieron al reparto.
El 13 de febrero de 2021 tuvo lugar la lectura de guion. El 16 de febrero de 2021 se confirmó que Park Min-ha repetiría su papel de Kang Yeon-ah, convirtiéndolo en su primer proyecto de actuación en 5 años después de su precuela. El 19 de febrero de 2021 Park Hyung-soo se unió al reparto. Lo mismo hizo el 26 de febrero Lee Min-ji.

### Rodaje
El rodaje comenzó el 18 de febrero de 2021, y terminó el 13 de junio.

## Recepción

### Taquilla
La película se estrenó en 2167 pantallas el 7 de septiembre de 2022 en Corea del Sur. Superó el millón de entradas a los tres días desde el estreno y dos millones de entradas a los cinco días, logrando el hito al doble de velocidad que su predecesora. El 12 de septiembre, seis días después de su estreno, se convirtió en la cuarta película surcoreana en 2022 en superar los tres millones de espectadores. El 22 de septiembre, dieciséis días después de su estreno, se convirtió en la tercera película surcoreana en 2022 en superar los cinco millones de espectadores. El 2 de octubre, veintiséis días después de su estreno, superó los seis millones de espectadores.
Al 22 de octubre de 2022, era la tercera película coreana más taquillera del año, con una recaudación bruta de 56 282 820 dólares estadounidenses y 6 982 840 espectadores.

## Premios y nominaciones
| Año  | Premios          | Categoría               | Candidato     | Resultado | Ref.          |
| ---- | ---------------- | ----------------------- | ------------- | --------- | ------------- |
| 2022 | Blue Dragon Film | Premio Estrella Popular | Im Yoon-ah    | Ganadora  | [ 30 ]        |
| 2022 | Blue Dragon Film | Premio Estrella Popular | Daniel Henney | Ganador   | [ 30 ]        |
| 2022 | Blue Dragon Film | Mejor actriz            | Im Yoon-ah    | Nominada  | [ 31 ] [ 32 ] |
| 2022 | Blue Dragon Film | Mejor actor de reparto  | Daniel Henney | Nominado  | [ 31 ] [ 32 ] |
| 2022 | Grand Bell       | Mejor actriz de reparto | Im Yoon-ah    | Ganadora  | [ 33 ]        |